# Carl August Freiherr von Thüna
Carl August Vicco Julian Freiherr von Thüna (* 7. November 1916 in Berlin; † unbekannt) war ein deutscher Golfer aus dem altritterlichen Geschlecht von Thüna.

## Familie
Carl August war ein Sohn des Luftfahrtpioniers Rudolf Freiherr von Thüna, der später als Mercedes-Benz-Vertreter für Berlin und Brandenburg fungierte, und dessen Ehefrau Edwina, geb. von Frankenberg und Ludwigsdorf. Er wuchs gemeinsam mit seinem Bruder Stephan auf. Daisy, die Schwester seiner Mutter, war die Ehefrau des Bankiers Herbert M. Gutmann, Carl August war folglich dessen Neffe.

## Werdegang
Thüna machte nach Privatunterricht und dem Besuch des Realgymnasiums in Freiburg im Breisgau 1935 Abitur. Am 1. März 1935 trat er in die NSDAP ein. Am 1. April 1935 trat er ins Militär ein, wurde am 20. April 1937 Leutnant, am 1. September 1939 Oberleutnant und am 1. April 1942 Hauptmann. Im Herbst 1940 war er für einen Monat zur Abteilung Protokoll im Auswärtigen Amt kommandiert, ebenso im Herbst 1941 für zwei Monate. Von April 1942 bis 31. Dezember 1944 war er wieder zur Abteilung Protokoll im Auswärtigen Amt kommandiert. Daneben studierte er ab Herbst 1942 in Berlin Volkswirtschaft. Später war er Inhaber einer Werbeagentur in Oberursel (Taunus).
Er widmete sein Leben dem Golfsport. 1934 vertrat er Deutschland zum ersten Mal in der Nationalmannschaft beim Länderspiel gegen Schweden in Salzbrunn. Bis 1960 vertrat er die Bundesrepublik Deutschland in Länderspielen und spielte gegen die Schweiz, Italien, Frankreich, Belgien und die Armee der Royal Air Force. Er gewann zweimal die deutsche Vierermeisterschaft und platzierte sich mehrfach in der deutschen Amateurmeisterschaft auf Platz zwei. Einer breiteren Öffentlichkeit wurde er durch seine Übersetzungen zahlreicher Bücher internationaler Golfmeister und Golflehrer ins Deutsche bekannt, unter anderem Bücher von Jack Nicklaus, Greg Norman, Tom Watson, Severiano Ballesteros, John Jacobs und Peter Chamberlain. Er erhielt für seine Verdienste die Ehrennadel des Deutschen Golf Verbandes und war Mitglied des Frankfurter Golf Clubs.

## Veröffentlichungen
- Cary Middlecoff (Autor), Carl August Freiherr von Thüna (Übersetzer und Bearbeiter): Das grosse Buch vom Golf. Keyser, Heidelberg und München [1961]
- Jack Nicklaus (Autor), Ken Bowden (Mitarbeiter), Jim Mc Queen (Illustrationen), Carl August Freiherr von Thüna (Übersetzer), Frank Rossow (deutscher Bearbeiter): So spiele ich. Jahr, Hamburg [1974]; [1978], ISBN 3-570-02283-8
- Peter Chamberlain (Autor), Nils Hermanson (Fotos), Reg Hager (Zeichnungen), Carl August Freiherr von Thüna (Übersetzer): Lehrbuch Golf. Vom kurzen Spiel zum korrekten Schlag. BLV-Verlagsgesellschaft, München, Wien und Zürich 1985, ISBN 3-405-13134-0; Sonderausgabe, 1989, ISBN 3-405-13709-8; Sonderausgabe, 2. Auflage, 1992, ISBN 3-405-13709-8
- Ian T. Henderson und David I. Stirk (Autoren), Carl August Freiherr von Thüna (Übersetzer): Golf – ein Blick zurück. Illustrierte Geschichte des königlichen Spiels. Jahr, Hamburg 1986, ISBN 3-570-04772-5
- Tom Watson und Nick Seitz (Autoren), Anthony Ravielli (Illustrationen), Jack Nicklaus (Einführung), Carl August Freiherr von Thüna (Übersetzer): Das kurze Spiel. Wie man innerhalb von 40 Metern ums Loch herum Schläge spart. Jahr, Hamburg 1986, ISBN 3-570-06951-6
- Bernhard Langer und Vivien Saunders (Autoren), Carl August Freiherr von Thüna (Bearbeiter): Putten leicht gemacht. Jahr, Hamburg 1987, ISBN 3-570-02724-4
- Greg Norman und George Peper (Autoren), Jack Nicklaus (Vorwort), Carl August Freiherr von Thüna (Übersetzer): Top Golf mit Greg Norman. BLV, München, Wien und Zürich 1989, ISBN 3-405-13644-X
- David Leadbetter mit John Huggan (Autoren), Dave F. Smith (Illustrationen), Nick Price (Vorwort), Carl August Freiherr von Thüna und Ruth Freifrau von Thüna (Übersetzer): Golf perfekt. Jahr, Hamburg [1994], ISBN 3-86132-110-6